# 2016年美国总统选举华盛顿哥伦比亚特区选情
2016年美國總統選舉于2016年11月8日星期二举行。除了华盛顿哥伦比亚特区以外，全美其他50个州也参与了此次选举。在此次选举中，共和党提名商人出身的唐纳德·特朗普参选，其搭档为印第安纳州前州长迈克·彭斯。民主党则提名前国务卿希拉里·克林顿参选，其搭档为弗吉尼亚州参议院蒂姆·凯恩。华盛顿哥伦比亚特区拥有三张选举人票，此次选举正是为了决定这三张票的归属。不过早在选举之前，民众就普遍认为希拉里会赢下哥伦比亚特区的总统选举，因为自1964年华盛顿哥伦比亚特区第一次参加总统选举以来，民主党每次都能以压倒性的优势在该地区赢得胜利。
克林顿最终以90.9%的得票率赢得了该地区的选举，共获得282,830张选票。而特朗普在华盛顿特区的得票数仅为12,723票（得票率为4.1%），是自1961年宪法第二十三条修正案通过以来共和党在华盛顿特区得票数最低的一次。